# Neozoogonus californicus
Neozoogonus californicus är en plattmaskart. Neozoogonus californicus ingår i släktet Neozoogonus och familjen Zoogonidae. Inga underarter finns listade i Catalogue of Life.